# Alocasia cuprea
Alocasia cuprea là một loài thực vật có hoa trong họ Ráy (Araceae). Loài này được K.Koch mô tả khoa học đầu tiên năm 1861.

## Hình ảnh

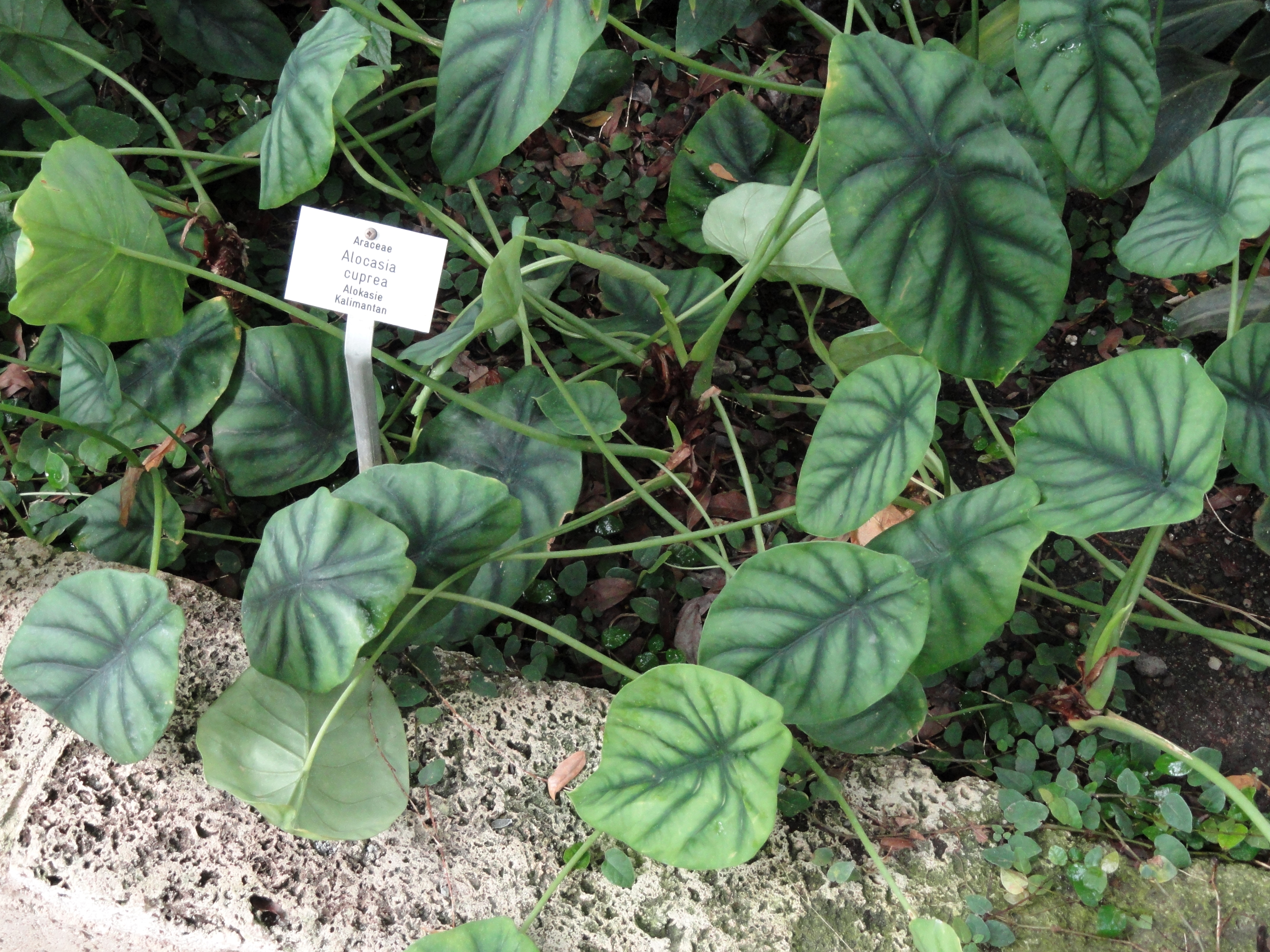
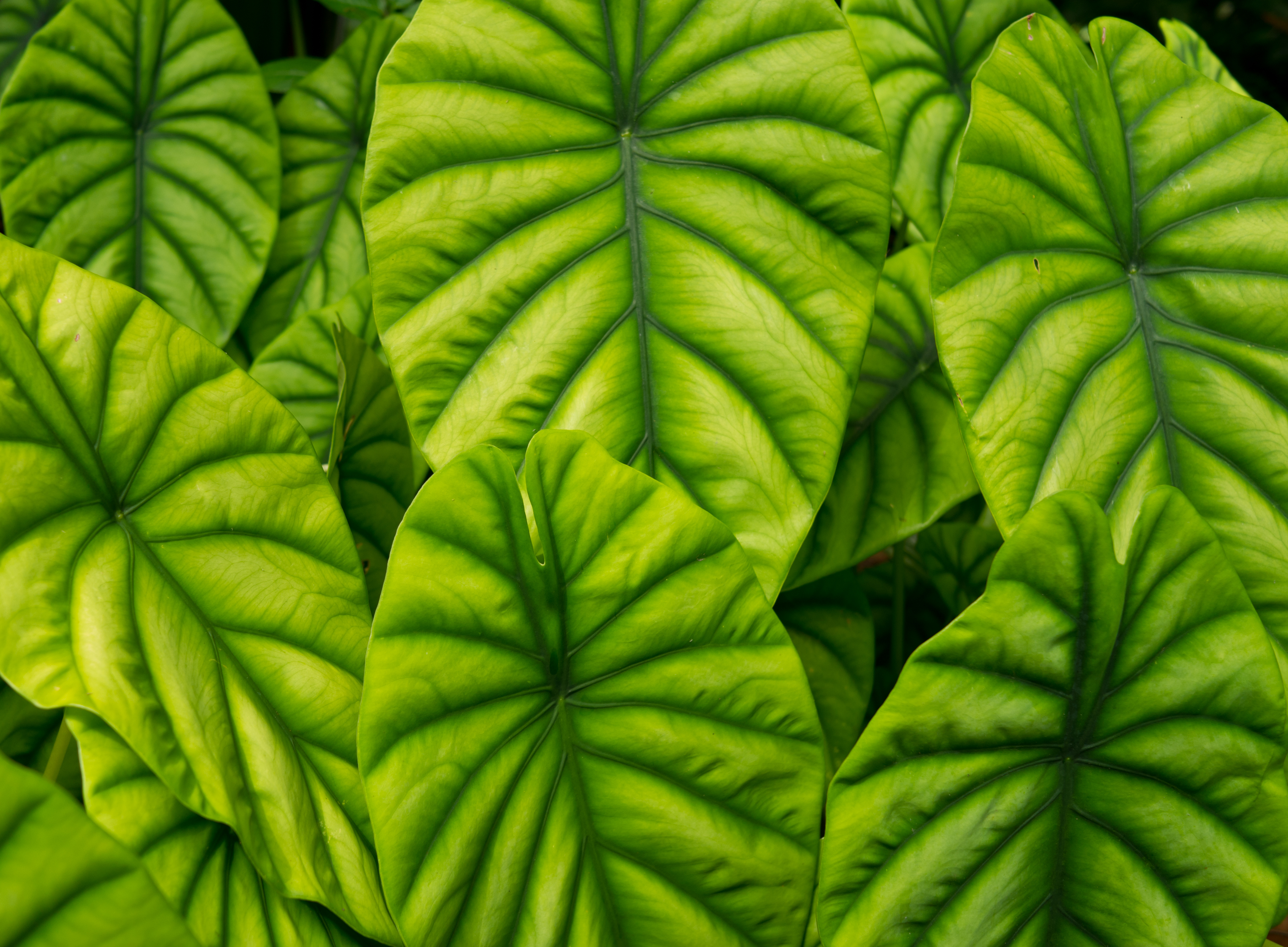
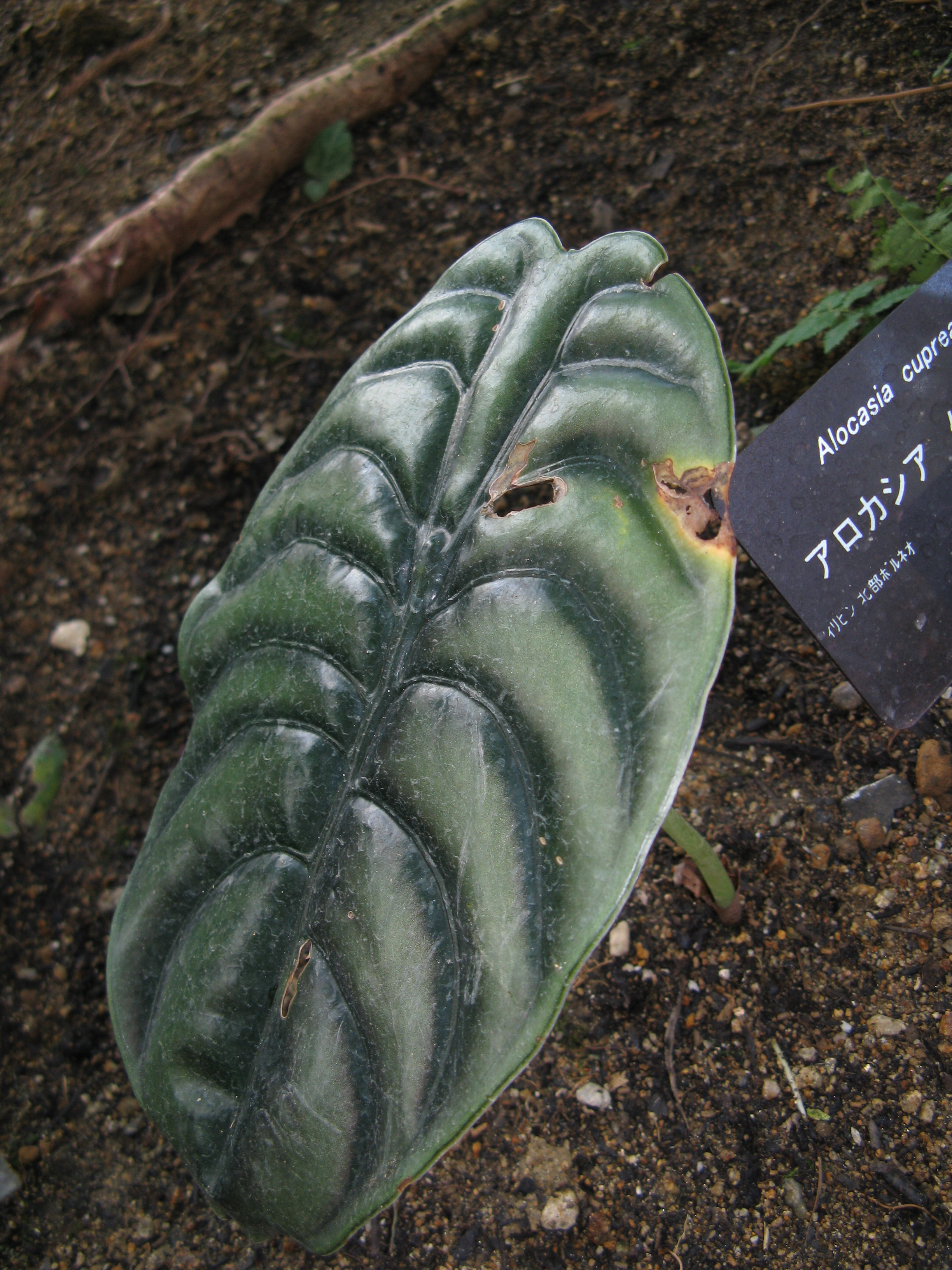